# Ceyx lepidus
El martín pescador variable (Ceyx lepidus) es una especie de ave coraciforme de la familia Alcedinidae que vive en el sudeste asiático y Melanesia.

## Distribución y hábitat
Se extiende por las selvas de tierras bajas de Nueva Guinea, las Molucas, las islas Bismarck y las Salomón y en las Filipinas meridionales.

## Taxonomía
Se reconocen las siguientes subespecies:
- C. l. cajeli (Wallace 1863)
- C. l. collectoris (Rothschild y Hartert, 1901)
- C. l. dispar (Rothschild y Hartert, 1914)
- C. l. gentianus (Tristram, 1879)
- C. l. lepidus (Temminck, 1836)
- C. l. malaitae (Mayr, 1935)
- C. l. margarethae (Blasius, 1890)
- C. l. meeki (Rothschild, 1901)
- C. l. mulcatus (Rothschild y Hartert, 1914)
- C. l. nigromaxilla (Rothschild y Hartert, 1905)
- C. l. sacerdotis (Ramsay, 1882)
- C. l. solitarius (Temminck, 1836)
- C. l. uropygialis (Gray, 1861)
- C. l. wallacii (Sharpe, 1868)